# Ambroise Ouédraogo
Ambroise Ouédraogo (ur. 15 grudnia 1948 w Kossodo) – burkiński duchowny katolicki posługujący w Nigrze, biskup Maradi w latach 2001–2025.

## Życiorys
Święcenia kapłańskie otrzymał 29 czerwca 1979 w archidiecezji Wagadugu. Po święceniach został najpierw wikariuszem w Wagadugu, zaś trzy lata później pełnił funkcję kapelana wojskowego. W 1985 jako członek "Fidei Donum" wyjechał do Nigru i tam przez 14 lat pełnił funkcje duszpasterskie.

### Episkopat
18 maja 1999 został mianowany biskupem pomocniczym archidiecezji Niamey ze stolicą tytularną Severiana. Sakry biskupiej udzielił mu 26 września 1999 kardynał Francis Arinze.
13 marca 2001 papież Jan Paweł II mianował go biskupem nowej diecezji Maradi. 22 lutego 2025 papież Franciszek przyjął jego rezygnację z urzędu.